# Bohol
Bohol (tidligere Bool) er en ø i landsdelen Visayas på Filippinerne. Bohol er samtidig en provins med hovedstad i Tagbilaran City.
Provinsen Bohol, oprettet den 10. marts 1917, består af øen Bohol (3.865 km²) og nogle omliggende mindre øer. Panglao er den eneste anden større ø (90 km²), de øvrige er småøer.
Bohol, Filippinernes 10. største ø, ligger mellem øerne Cebu i nord, Negros og Siquijor i vest, Leyte i øst, og Mindanao og Camiguin mod syd.
Sproget på Bohol er cebuano; den lokale dialektvariant kaldes boholano.
Provinsen er en populær turistdestination med strande og hoteller. Chocolate Hills, omkring 1000 runde kalkformationer, er den mest populære attraktion. The formations kan ses på land fra højereliggende steder , eller fra luften ved ture med ultralette fly. Panglao Island, lige sydvest for Tagbilaran, er berømt for sine dykkerlokationer og ligger på mange dykkeres top ti. Filippinske tarsier eller spøgelsesaber, der er blandt verdens mindste primater, lever på øen.
Et stræde adskiller øerne Cebu og Bohol, og der tales samme sprog på begge øer, men med en lidt forskellig udtale. Bohols klima er generelt tørt, med mest regn i månederne fra juni til oktober. Det er varmest ved kysterne. De fleste indbyggere er katolikker, men der er også mange protestanter af forskellige retninger, og medlemmer af Iglesia ni Cristo.
Carlos P. Garcia, den ottende præsident i republikken (1957–1961) blev født i Talibon.
15. oktober 2013 blev Bohol ødelagt af et jordskælv med en styrke på 7,2 på richterskalaen, hvis epicenter lå 6 km syd for byen Sagbayan. Jordskælvet, som også ramte Cebu, kostede 156 mennesker livet, og kvæstede 374. Blandt de mange ødelagte bygninger mange af byens gamle kirker.

## Politisk inddeling
Bohol er delt i 1 bykommune og 47 "municipalities" (landkommuner).

### Bykommune
- Tagbilaran City

### Landkommuner (municipalities)
| - Alburquerque - Alicia - Anda - Antequera - Baclayon - Balilihan - Batuan - Bien Unido - Bilar - Buenavista - Calape - Candijay - Carmen - Catigbian - Clarin - Corella | - Cortes - Dagohoy - Danao - Dauis - Dimiao - Duero - Garcia-Hernandez - Guindulman - Inabanga - Jagna - Jetafe (Getafe) - Lila - Loay - Loboc - Loon - Mabini | - Maribojoc - Panglao - Pilar - President Carlos P. Garcia (Pitogo) - Sagbayan (Borja) - San Isidro - San Miguel - Sevilla - Sierra Bullones - Sikatuna - Talibon - Trinidad - Tubigon - Ubay - Valencia |

## Historie

### Fra 1200 til koloniseringen 1565
der vides intet om Bohols befolkning før det 13. århundrede. Bohols første indfødte bosatte sig på Anda-halvøen. Det antages at en gruppe kaldt "lutaoene" ankom til Bohol fra det nordlige Mindanao omkring år 1200. De byggede en bosættelse på den vestlige del af Bohol. Denne landsby er blevet kaldt "kongedømmet Dapitan".
Magellan-ekspeditionen kom i 1521 til øerne Panglao og Bohol, og næste gang øboerne kom i kontakt med europæere var i 1526. Da købte høvding Sikatuna en spansk sømand som havde overlevet et skibbrud i Visayas-havet, taget til fange på Mindanao og solgt som slave.
I 1563 plyndrede portugiserne og deres allierede fra Krydderiøerne (Molukkerne) øboernes lille hovedstad Dapitan. Byen blev derefter forladt.
I 1565 ankom en ny spansk ekspedition, ledet af Miguel Lopez de Legazpi. Den havde sejlet fra Mexico. Efter et mislykket forsøg på at slå sig ned på Cebu havnede de på Bohol. Der gjorde de sig til venner med to lokale høvdinger, Datu Sikatuna og Datu Sigala, og fik hjælp af dem til at nedkæmpe den lokale datu (høvding) i Cebu og etablere sig der. Efter få år var også Bohol underlagt Spanien, og blev administrativt tilordnet spaniolernes støttepunkt på Cebu.

### Fra kristningen til Dagohoys oppstand (1596 – 1744)
Ikke lang tid efter kom katolske missionærer fra jesuitterordenen. De etablerede sig i 1596 i Baclayon, men efter et muslimsk raid i 1600 flyttede de deres hovedkvarter ind til Loboc.
To antispanske oprør fandt sted på øen. Det første blev ledet af Tamblot og begyndte i december 1621. Det blev slået ned på under et år. Efter dette udbyggede og styrkede spanierne deres tilstedeværelse på Bohol. Det var ikke primært en urolig lokalbefolkning man frygtede, men de stadige Moro-raids fra Mindanao.
Det var i perioden som fulgte at en række af øens kirker blev bygget ved hjælp af lokale arbejdere, blandt dem kirkerne i Baclayon (den står nu er resultat af ændringer fra 1724) og Loboc.
Frem til 1733 havde jesuitterne grundlagt seks bosættelser (kaldt reducciones): Loboc, Baclayon, Jagna, Talibon, Inabanga og Maribojoc. Her kunne folket bo, her t var det lettere at beskytte dem mod Moro-raid, at kristne dem – og opkræve skatter af dem.

### Dagohoys opstand, Bohol river sig løs fra spaniolene (1744 – 1829)
Det andet antispanske oprør kom i 1744. Den dybere årsag var at befolkningen ikke ville udkommanderes til tvangsarbejde, men den udløsende faktor var en anden. Opstanden blev ledet af Francisco Sendrijas (kaldt Dagohoy) efter at hans bror hans var blevet dræbt, og den katolske sognepræst nætede at begrave ham – præsten hævdede at den døde havde duelleret, og da det indebar ekskommunikation, kunne han ikke få en en kristen begravelse.
Francisco Dagohoy blev rasende på præsten, og fik mange med sig. Den 24. januar 1744 startede opstanden med drabet på den italienske sognepræst i Jagna, pater Giuseppe Lamberti S.J. Kort tid efter dræbte Dagohoy også pater Morales, og opstanden spredte sig så over hele Bohol. Dagohoy nedkæmpede de spansk-filippinske styrker som blev sat ind mod ham. Han erklærede øens uafhængighed og etablerede en selvstændig regering i bjergene, og var i stand til at udøve kontrol med hovedparten af øen. Også efter Dagohoys død fortsatte opstanden, og spaniolerne holdt kun nogle få landsbyer lands sydkysten.
I løbet af de følgende 85 år mislykkedes det for ikke mindre end 20 spanske generalguvernører, fra Gaspar de la Torre (1739–45) til Juan Antonio Martínez (1822–25), at få bugt med oprøret. Men i 1845 blev general Mariano Ricafort generalguvernør for Filippinerne (1825–30). Han sendte en stor spansk-filippinsk styrke som gik til angreb den 7. maj 1827. Men det skulle tage mere end et års hårde kampe før det selvstændige Bohol var erobret og oprøret slået ned. De fleste af Dagohoy-oprørets styrker blev benådet, og blev genbosat i nye landsbyer i lavlandet. Disse landsbyer hedder i dag Batuanan, Cabulao, Catigbian og Vilar (Bilar).

### Det spanske styres sidste år (1830–1899)
Efter den spanske generobring gik Bohol ind i en fredelig periode. Frem til den 22. juli 1854 forblev øen en del af residencia de Cebu (provinsen Cebu), men fra da blev den sammen med Siquijor udskilt som en egen politisk-militær provins. Ved folketællingen i 1879 havde den en befolkning på 253.103 mennesker.
Det spanske styres sluttede i april 1899. Spaniolerne rejste og i en kort periode var Bohol et "Gobierno de Canton," en provins ledet af fremstående boholanoer i den uafhængige filippinske republik proklameret af Emilio Aguinaldo.

### Amerikansk kolonisering og japansk okkupation (1900-1941-1945-1946)
Efter knapt et år var selvstyret ovre, for den 17. marts 1900 landsatte amerikanerne styrker i Tagbilaran for at overtage kontrollen under Den filippinske-amerikanske krig. Boholanoene organiserede sig til modstand. De blodige kampe pågik i flere måneder. Amerikanerne nedbrændte 20 af Bohols 35 småbyer, dræbte tusindvis af filippinere. Den 23. december 1900 overgav boholanerne sig.
Amerikanerne begyndte snart at reorganisere styret og iværksætte reformer. Veje blev anlagt og skoler bygget, og levekårene begyndte at bedre sig. I 1917 blev Bohol en selvstændig provins.
Den anden verdenskrig kom for alvor til Bohol den 17. maj 1942, da japanerne landsatte tropper i Tagbilaran. Tre tunge år fulgte. Der blev organiseret en modstandsbevægelse som drev guerillakrig mod japanerne. Amerikanske styrker vendte tilbage til Bohol den 11. april 1945, og blev denne gang modtaget som befriere.
Den 4. juli 1946 blev Bohol del af den selvstændige filippinske republik. Provinshovedsædet Tagbilaran fik bystatus den 1. juli 1966.

## Eksterne kilder og henvisninger
1. ↑  Socio-economic Profile Arkiveret 19. november 2015 hos  Wayback Machine www.bohol.gov.ph
2. ↑  Bountiful Bohol Arkiveret 12. marts 2017 hos  Wayback Machine www.aenet.org Retrieved 15 November 2006.
3. ↑  Philippines quake hits Cebu and Bohol BBC News. Retrieved on 15 October 2013
4. ↑  Powerful quake kills 74 people, destroys heritage churches in Bohol, Cebu GMA News Online. Retrieved on 15 October 2013

- Wikimedia Commons har flere filer relateret til Bohol
- Provinsens websted

9°54′0″N 124°12′0″Ø / 9.90000°N 124.20000°Ø